# محمد الشامي (لاعب كرة قدم، مواليد 1993)
محمد مصطفى أحمد الشامي لاعب كرة قدم مصري في مركز خط وسط الهجومي ، من ناشئي النادي الأهلي ولعب أيضًا لناشئي نادي الإسماعيلي ، ويلعب حاليًا لنادي الترسانة وذلك بعد استغناء نادي أسوان عنه ومنحه الاستغناء الخاص به.

## روابط خارجية
- محمد الشامي على موقع الاتحاد الدولي (مؤرشف)  (الإنجليزية)
- محمد الشامي على موقع قاعدة بيانات كرة القدم.إي يو (الإنجليزية)
- محمد الشامي على موقع Soccerway.com (الإنجليزية)
- محمد الشامي